# A Shot at Love with Tila Tequila
Para la segunda temporada, véase: A Shot at Love II with Tila Tequila
A Shot at Love with Tila Tequila es un programa estadounidense de citas, similar al programa de televisión The Bachelor. Se estrenó el 7 de octubre de 2007 en MTV, estelarizado por Tila Tequila. La serie es un reality bisexual, donde 16 hombres heterosexuales y 16 mujeres lesbianas competirán por citas con Tila. Los concursantes no eran conscientes de la bisexualidad de Tila hasta el final del primer capítulo, después de haber eliminado a 10 concursantes. Luego el resto de los concursantes se mudaron a la casa de Tila, donde todos compartían una misma habitación. El programa fue producido por 495 Productions y MTV. A Shot at Love II fue estrenada el 22 de abril de 2008.
En España, inició transmisiones bajo el título "La Gran Duda de Tila Tequila" por MTV España todos los viernes a las 9:00 p.m. a partir del 22 de febrero de 2008 contando con doblaje en voice-over.
En América Latina, se comenzó a transmitir bajo el título "Un Shot de Amor con Tila Tequila" por MTV Latinoamérica con subtítulos en español y estrenando un capítulo nuevo cada semana: 
Todos los miércoles a las 11:00 p.m. por MTV Sur a partir del 6 de agosto de 2008.
Todos los martes a las 9:30 p.m. por MTV Centro a partir del 4 de noviembre de 2008.
Y todos los jueves a las 10:00 p.m. por MTV Norte a partir del 6 de noviembre de 2008.
- Eslogan (MTV Latinoamérica): La hija que toda madre bisexual quisiera tener.

## Sinopsis
Tila Tequila expresó su bisexualidad en el primer episodio de su reality show de citas, dando a conocer que los concursantes competirían para ganar su corazón, esta noticia sorprendió a todos los concursantes (sobre todo al equipo masculino).
El concurso se conforma básicamente en pruebas, en donde se divide a los concursantes por grupos o participando individualmente, dentro de una competencia donde el ganador, le correspondería un premio y al/los perdedor/es le/s correspondería una penitencia o castigo.
En cualquiera de los dos escenarios, ya sea castigo o premio, los concursantes tendrán derecho a tener un momento a solas con Tila en el cual podrán compartir sus intereses y tratar de conquistarla.
En cada episodio deberá eliminar concursantes del programa, esto se hace mediante un conjunto de llaves que simboliza un acceso a su corazón por otro ciclo, como hay menos llaves que concursantes, simplemente el que tenga una llave tendrá "Un Shot de Amor" por otro ciclo, el que no la tenga habrá perdido su chance de tenerla como su novia.

## Índices de audiencia
La serie debutó como No. 1 durante su tiempo de transmisión, en televisión por cable, con el enfoque demográfico de personas en edades que van de 18-34, con un índice de audiencia promedio de 2.0, y se convirtió en el segundo estreno de MTV con más alta audiencia para el año hasta ahora, detrás de Life of Ryan (27 de agosto de 2007) y empató con Newport Harbor: The Real Orange County (15 de agosto de 2007).
El episodio final tuvo 6.2 millones de espectadores, por lo que es la serie más vista de MTV que se haya transmitido.

## Crítica y controversia
El show fue bastante criticado por la comunidad cristiana y conservadora, como se vio en el artículo de "The Christian Post" el 13 de septiembre de 2007. Después de ver el artículo, Tila escribió una respuesta en su blog el 28 de septiembre de 2007, criticando a la Iglesia, de "golpear" a la comunidad homosexual. Otras oposiciones, vinieron de parte del Culture and Media Institute, Media Researcher Center y Parents Television Council que afirman que dos capítulos de la serie son los "peores contenidos de cable de la semana".
Varios puntos de venta de noticias publicaron un artículo acusando a Tila de tener un novio estable, alegando que su espectáculo es una farsa y que ella no es bisexual. Citan el artículo de la Página Seis de New York Post. Sin embargo Tila desmintió esos rumores en su web oficial indicando:

"En primer lugar, de quien sea, de donde sacan esa información, trata de perjudicarme. Es totalmente absurdo que después de haber hecho la declaración en público y haya estado con mujeres, digan que no soy bisexual ... ¡Aquél es un estereotipo muy absurdo para caracterizar a las mujeres y solamente demuestra que tan ignorante puede ser la gente!"

El 30 de diciembre de 2007, el concursante ganador de la primera temporada, Bobby Banhart, publicó un mensaje en Myspace, diciendo:

"Ella nunca me llamó después del último capítulo del show y nadie me dio su número. Lloré como nunca lo había hecho ..ella me abandonó ..todo fue un arreglo para el show, nada de eso es real, solo tuvimos sexo pocas veces, al final creo que era lo único que a ella le interesaba de mi, me perjudico emocionalmente, incluso cuando estabamos a solas, y me hablaba, para mi era muy incomodo debido a que Tila solo hablaba de sexo, hasta me confesó que realizó el coito con 4 hombres de color a la vez, y me golpeaba el miembro a la hora que teníamos sexo debido a que ella me decía que lo tenía muy pequeño para su boca juguetona, inclusive en el episodio en el que teníamos que lavar los carros sensualmente, ella tenía la menstruación y, me llevó a un lado y llevo mi mano a su vagina bañada en sangre, no se si fue una broma pero quedare marcado de por vida por eso. Seguramente hará una nueva temporada y de pronto se quedará sola para que haya más drama"

Tila dio a conocer su razón de por qué rompieron la relación:

"No hemos podido vernos desde hace 2 meses después [de la final], y sólo hablamos por teléfono. Naturalmente, sólo somos el tipo de gente que sigue adelante con sus vidas. Dimos lo mejor de lo nuestro para mantenernos en contacto y hacer que funcione, pero al cabo de un rato, toda esta situación de las cámaras, simplemente él no pudo manejarla."

## Tabla de Eliminación
| 1  | Sebastian Medina | Salvado   | Salvado   | Salvado   | Nominado  | Salvado   | Nominado  | Salvado   | Nominado  | Ganador   |           |           |           |           |           |           |           |           |           |           |           |           |
| 2  | Roy              | Salvado   | Salvado   | Salvado   | Salvado   | Salvado   | Nominado  | Nominado  | Salvado   | Finalista |           |           |           |           |           |           |           |           |           |           |           |           |
| 3  | Erandi           | Nominada  | Salvada   | Nominada  | Nominada  | Nominada  | Salvada   | Salvada   | Nominada  | Eliminada | Eliminada | Eliminada | Eliminada | Eliminada | Eliminada | Eliminada | Eliminada | Eliminada | Eliminada | Eliminada | Eliminada | Eliminada |
| 4  | Ronaldo          | Salvado   | Nominado  | Salvado   | Salvado   | Salvado   | Salvado   | Nominado  | Eliminado | Eliminado | Eliminado | Eliminado | Eliminado | Eliminado | Eliminado | Eliminado | Eliminado | Eliminado | Eliminado | Eliminado | Eliminado |           |
| 5  | Daniel           | Salvado   | Salvado   | Nominado  | Nominado  | Salvado   | Nominado  | Eliminado | Eliminado | Eliminado | Eliminado | Eliminado | Eliminado | Eliminado | Eliminado | Eliminado | Eliminado | Eliminado | Eliminado | Eliminado |           |           |
| 6  | Brenda           | Nominada  | Salvada   | Salvada   | Salvada   | Nominada  | Abandona  | Abandona  | Abandona  | Abandona  | Abandona  | Abandona  | Abandona  | Abandona  | Abandona  | Abandona  | Abandona  | Abandona  | Abandona  |           |           |           |
| 6  | Vanessa          | Salvada   | Salvada   | Salvada   | Salvada   | Nominada  | Eliminada | Eliminada | Eliminada | Eliminada | Eliminada | Eliminada | Eliminada | Eliminada | Eliminada | Eliminada | Eliminada | Eliminada | Eliminada |           |           |           |
| 6  | Sergio           | Salvado   | Salvada   | Nominado  | Salvado   | Nominado  | Eliminado | Eliminado | Eliminado | Eliminado | Eliminado | Eliminado | Eliminado | Eliminado | Eliminado | Eliminado | Eliminado | Eliminado | Eliminado |           |           |           |
| 9  | Anabel "Chiqui"  | Salvada   | Salvada   | Nominada  | Nominada  | Eliminada | Eliminada | Eliminada | Eliminada | Eliminada | Eliminada | Eliminada | Eliminada | Eliminada | Eliminada | Eliminada | Eliminada | Eliminada |           |           |           |           |
| 9  | Michael B.       | Nominado  | Salvado   | Nominado  | Nominado  | Eliminado | Eliminado | Eliminado | Eliminado | Eliminado | Eliminado | Eliminado | Eliminado | Eliminado | Eliminado | Eliminado | Eliminado | Eliminado |           |           |           |           |
| 11 | Analissa         | Salvada   | Nominada  | Nominada  | Eliminada | Eliminada | Eliminada | Eliminada | Eliminada | Eliminada | Eliminada | Eliminada | Eliminada | Eliminada | Eliminada | Eliminada | Eliminada |           |           |           |           |           |
| 11 | Sarah            | Salvada   | Salvada   | Nominada  | Eliminada | Eliminada | Eliminada | Eliminada | Eliminada | Eliminada | Eliminada | Eliminada | Eliminada | Eliminada | Eliminada | Eliminada | Eliminada |           |           |           |           |           |
| 13 | Regina           | Salvada   | Nominada  | Eliminada | Eliminada | Eliminada | Eliminada | Eliminada | Eliminada | Eliminada | Eliminada | Eliminada | Eliminada | Eliminada | Eliminada | Eliminada |           |           |           |           |           |           |
| 13 | Eric             | Salvado   | Nominado  | Eliminado | Eliminado | Eliminado | Eliminado | Eliminado | Eliminado | Eliminado | Eliminado | Eliminado | Eliminado | Eliminado | Eliminado | Eliminado |           |           |           |           |           |           |
| 13 | Alexander "Alex" | Salvado   | Nominado  | Eliminado | Eliminado | Eliminado | Eliminado | Eliminado | Eliminado | Eliminado | Eliminado | Eliminado | Eliminado | Eliminado | Eliminado | Eliminado |           |           |           |           |           |           |
| 13 | Karen.C.         | Salvada   | Nominada  | Eliminada | Eliminada | Eliminada | Eliminada | Eliminada | Eliminada | Eliminada | Eliminada | Eliminada | Eliminada | Eliminada | Eliminada | Eliminada |           |           |           |           |           |           |
| 13 | Roberto          | Salvado   | Nominado  | Eliminado | Eliminado | Eliminado | Eliminado | Eliminado | Eliminado | Eliminado | Eliminado | Eliminado | Eliminado | Eliminado | Eliminado | Eliminado |           |           |           |           |           |           |
| 18 | Marcos           | Nominado  | Eliminado | Eliminado | Eliminado | Eliminado | Eliminado | Eliminado | Eliminado | Eliminado | Eliminado | Eliminado | Eliminado | Eliminado | Eliminado |           |           |           |           |           |           |           |
| 18 | Stefania         | Nominada  | Eliminada | Eliminada | Eliminada | Eliminada | Eliminada | Eliminada | Eliminada | Eliminada | Eliminada | Eliminada | Eliminada | Eliminada | Eliminada |           |           |           |           |           |           |           |
| 18 | Graciela         | Nominada  | Eliminada | Eliminada | Eliminada | Eliminada | Eliminada | Eliminada | Eliminada | Eliminada | Eliminada | Eliminada | Eliminada | Eliminada | Eliminada |           |           |           |           |           |           |           |
| 18 | Emilio           | Nominado  | Eliminado | Eliminado | Eliminado | Eliminado | Eliminado | Eliminado | Eliminado | Eliminado | Eliminado | Eliminado | Eliminado | Eliminado | Eliminado |           |           |           |           |           |           |           |
| 18 | Larissa          | Salvada   | Abandona  | Abandona  | Abandona  | Abandona  | Abandona  | Abandona  | Abandona  | Abandona  | Abandona  | Abandona  | Abandona  | Abandona  | Abandona  |           |           |           |           |           |           |           |
| 23 | Karen.F.         | Eliminada | Eliminada | Eliminada | Eliminada | Eliminada | Eliminada | Eliminada | Eliminada | Eliminada | Eliminada | Eliminada | Eliminada | Eliminada | Eliminada | Eliminada | Eliminada | Eliminada | Eliminada | Eliminada | Eliminada |           |
| 23 | Brisa            | Eliminada | Eliminada | Eliminada | Eliminada | Eliminada | Eliminada | Eliminada | Eliminada | Eliminada | Eliminada | Eliminada | Eliminada | Eliminada | Eliminada | Eliminada | Eliminada | Eliminada | Eliminada | Eliminada | Eliminada |           |
| 23 | Consuelo         | Eliminada | Eliminada | Eliminada | Eliminada | Eliminada | Eliminada | Eliminada | Eliminada | Eliminada | Eliminada | Eliminada | Eliminada | Eliminada | Eliminada | Eliminada | Eliminada | Eliminada | Eliminada | Eliminada | Eliminada |           |
| 23 | Eugenia          | Eliminada | Eliminada | Eliminada | Eliminada | Eliminada | Eliminada | Eliminada | Eliminada | Eliminada | Eliminada | Eliminada | Eliminada | Eliminada | Eliminada | Eliminada | Eliminada | Eliminada | Eliminada | Eliminada | Eliminada |           |
| 23 | Martín           | Eliminado | Eliminado | Eliminado | Eliminado | Eliminado | Eliminado | Eliminado | Eliminado | Eliminado | Eliminado | Eliminado | Eliminado | Eliminado | Eliminado | Eliminado | Eliminado | Eliminado | Eliminado | Eliminado | Eliminado |           |
| 23 | Gregorio         | Eliminado | Eliminado | Eliminado | Eliminado | Eliminado | Eliminado | Eliminado | Eliminado | Eliminado | Eliminado | Eliminado | Eliminado | Eliminado | Eliminado | Eliminado | Eliminado | Eliminado | Eliminado | Eliminado | Eliminado |           |
| 23 | Lazaro           | Eliminado | Eliminado | Eliminado | Eliminado | Eliminado | Eliminado | Eliminado | Eliminado | Eliminado | Eliminado | Eliminado | Eliminado | Eliminado | Eliminado | Eliminado | Eliminado | Eliminado | Eliminado | Eliminado | Eliminado |           |
| 23 | Michael R.       | Eliminado | Eliminado | Eliminado | Eliminado | Eliminado | Eliminado | Eliminado | Eliminado | Eliminado | Eliminado | Eliminado | Eliminado | Eliminado | Eliminado | Eliminado | Eliminado | Eliminado | Eliminado | Eliminado | Eliminado |           |
| 23 | Ramiro           | Eliminado | Eliminado | Eliminado | Eliminado | Eliminado | Eliminado | Eliminado | Eliminado | Eliminado | Eliminado | Eliminado | Eliminado | Eliminado | Eliminado | Eliminado | Eliminado | Eliminado | Eliminado | Eliminado | Eliminado |           |
| 23 | Benjamin         | Eliminado | Eliminado | Eliminado | Eliminado | Eliminado | Eliminado | Eliminado | Eliminado | Eliminado | Eliminado | Eliminado | Eliminado | Eliminado | Eliminado | Eliminado | Eliminado | Eliminado | Eliminado | Eliminado | Eliminado |           |

- Ganador
     Finalista
     Expulsado
     Ganó un desafío y tuvo una cita con Tila y fue salvado
     Ganó un desafío, tuvo una cita con Tila, pero fue eliminado
     Abandona

## Spin-offs, suplementos, temporadas 2 y 3
- A Shot at Love: The Hangover es un show que muestra clips y entrevistas con los concursantes de A Shot at Love. Se estrenó el 13 de noviembre de 2007 en MTV, protagonizado por Ryan Stout. El show debutó con una calificación de 2.85.

- A Shot at Love II with Tila Tequila - La segunda temporada se estrenó el 22 de abril de 2008 y sigue el mismo método bisexual que se usó en la primera temporada. La fecha de la premier se dio a conocer en el evento La Pareja Fantasía del Spring Break de Tila Tequila. La segunda temporada se grabó en una mansión de Hollywood Hills (el mismo sitio donde se grabó la segunda temporada de Rock of Love). Estaba previsto que se transmitiría después de That's Amore!.[28] Tequila anunció en su fiesta de mascaradas, la Mascarada de Año Nuevo de Tila Tequila, que MTV dio luz verde a una segunda temporada. Durante la Mascarada, reveló que ella y Bobby tomaron rumbos distintos, que incitaron la sospecha que ella estaría soltera durante la temporada dos de A Shot of Love. Los artículos de noticias confirmaron esto.[7][8]

- That's Amore! - Tercer spin-off, donde Domenico Nesci, concursante de la primera temporada de A Shot at Love, busca pareja con apoyo de Ashley, también exparticipante como su consigliere ("consejero"). Se estrenó por MTV el 2 de marzo de 2008.[29][30][28]

- A Double Shot at Love with the Ikki Twins - La tercera temporada de A Shot at Love se estrenó el 9 de diciembre de 2008, con la sustitución de las gemelas Vikki y Rikki en lugar de Tila Tequila.

## Episodios
- Ep. 1  Surprise! I Like Boys and Girls (titulado May The Best Sex Win en el DVD y en iTunes) (originalmente transmitido el 9 de octubre de 2007)
- Ep. 2  Can't We All Just Get Along? (titulado Fight For Love en el DVD y en iTunes) (originalmente transmitido el 16 de octubre de 2007)
- Ep. 3  Under the Covers (originalmente transmitido el 23 de octubre de 2007)
- Ep. 4  A Broken Heart (originalmente transmitido el 30 de octubre de 2007)
- Ep. 5  I Always Get What I Want (originalmente transmitido el 6 de noviembre de 2007)
- Ep. 6  The Cat Fight (originalmente transmitido el 13 de noviembre de 2007)
- Ep. 7  A Second Chance? (originalmente transmitido el 20 de noviembre de 2007)
- Ep. 8 Welcome To The Family (originalmente transmitido el 27 de noviembre de 2007)
- Ep. 9 Three's A Crowd (originalmente transmitido el 4 de diciembre de 2007)
- Especial: One Shot Too Many (originalmente transmitido el 11 de diciembre de 2007)

En la semana después de que el Episodio 9 se transmitió y la semana antes de que el Episodio 10 se transmitiera, hubo un episodio especial titulado One Shot Too Many. En lugar de ser un episodio regular, fueron flashbacks y material nunca antes visto de eventos de las semanas previas al show.
- Ep. 10  I Choose... (titulado This Is Real en el DVD y en iTunes) (originalmente transmitido el 8 de diciembre de 2007)
- Especial: The Final Round (originalmente transmitido el 23 de diciembre de 2007)[31]

## Música
La canción de apertura del programa es una versión modificada del primer sencillo de Tila Tequila "I Love U".

## Temporadas
| Temporada                                               | Anfitrión    | Ganador (a) | Segundo puesto | Tercer puesto | Número de concursantes | Número de episodios |
| A Shot at Love 1 (Un Shot de Amor con Tila Tequila)     | Tila Tequila | Bobby       | Dani           | Amanda        | 32                     | 10                  |
| A Shot at Love II (Un Shot de Amor II con Tila Tequila) | Tila Tequila | Kristy      | Bo             | Brittany      | 30                     | 10                  |

## Estreno en DVD
El 22 de enero de 2008, se anunció que el show sería estrenado en DVD. A Shot At Love With Tila Tequila - The Complete Uncensored First Season fue estrenado en DVD el 15 de abril de 2008. El DVD contiene los diez episodios, la reunión enlistada como el episodio 11, pero no contiene el episodio especial "One Shot Too Many". Los extras especiales incluyen escenas extendidas (Girls Cat Walk, Guys in Heels, Foam Party, Car Wash, Ashley vs. Marcus Poolside, Brandi & Rebecca Make Out, Brandi vs. Vanessa, Brandi vs. Vanessa Elimination) y escenas suprimidas (Spin The Bottle, Waxing, Strip Club, Brandi & Vanessa Shower, Ashley vs. Bobby, Ashley vs. Marcus).